# 乐阳县
乐阳县是越南林同省下辖的一个县。

## 地理
乐阳县西接丹龙县和林河县，南接德重县和大叻市，东接宁顺省博爱县和庆和省庆永县，北接多乐省勒县和克容崩县。

## 历史
2013年12月29日，乐社部分区域划归乐阳市镇管辖。

## 行政区划
乐阳县下辖1市镇5社，县莅乐阳市镇。
- 乐阳市镇（Thị trấn Lạc Dương）
- 得斋社（Xã Đạ Chais）
- 得仁社（Xã Đa Nhim）
- 得沙社（Xã Đạ Sar）
- 登克讷社（Xã Đưng Knớ）
- 乐社（Xã Lát）